# El capital, tomo II
El capital: crítica de la economía política. Tomo II: El proceso de circulación del capital (en alemán: Das Kapital. Kritik der politischen Ökonomie Zweiter Band. Buch II: Der Cirkulationsprocess des Kapitals) es el segundo de los tres tomos de El capital de Karl Marx. Fue editado por Friedrich Engels a partir de los manuscritos dejados póstumamente por Marx. Finalmente se publicó en julio de 1885.
El segundo tomo desplaza el enfoque de la creación del plusvalor en la producción de mercancías del primer tomo al proceso de circulación del capital y, por lo tanto, de la división entre el capital constante y variable, a la división entre capital fijo y circulante. Marx aclaró en una carta enviada a Engels el 30 de abril de 1868 decía: 

«[E]n el libro I nos contentamos con la suposición de que cuando, en el proceso de valorización, 100 libras esterlinas se convierten en 110 libras, los elementos en los que se convierten ya existen en el mercado. Pero ahora investigamos las condiciones bajo las cuales estos elementos se encuentran en la existencia, es decir, el entrelazamiento social de los diferentes capitales, de las partes del capital y de la renta».

Este entrelazamiento, concebido como un movimiento de mercancías y de dinero, permitió a Marx plantear los elementos básicos de una teoría del ciclo económico, basada en el desequilibrio periódico entre oferta y demanda en el modo de producción capitalista. En este libro se tratan sobre los principales fenómenos detrás del mercado, las relaciones entre los diferentes sectores de la producción, entre la producción y el consumo; y cómo se realizan el valor y la plusvalía. El protagonista es, no tanto el obrero y el burgués (como en el tomo I), sino más bien el prestamista, el comerciante mayorista y el empresario capitalista activo. Los trabajadores aparecen en el libro segundo esencialmente como compradores de bienes de consumo y, por lo tanto, como vendedores de su mercancía, la fuerza de trabajo, en lugar de productores de valor y plusvalía, aunque esta última cualidad establecida en el libro primero, que de todos modos es la base del análisis. 
Engels encontró ocho manuscritos relacionados con el tomo II escritos alrededor de 1865-1870 y 1877-1881. "Finalmente decidió organizar todo el libro principalmente sobre la base de los manuscritos II y VIII". Originalmente el tomo II estaba dividido en 3 capítulos con 11 secciones. Engels los transformó en 3 partes o secciones con 21 capítulos y agregó títulos a cada uno de acuerdo con su contenido. El segundo tomo se divide en tres partes:
- Sección 1: La Metamorfosis del Capital y su Ciclo
- Sección 2: La Rotación del Capital
- Sección 3: La Reproducción y circulación del Capital Social en su Conjunto

La primera sección "traza las transformaciones que sufre el capital –el circuito que describe– cuando el capitalista intercambia dinero por fuerza de trabajo y medios materiales de producción, cuando estos elementos del capital productivo se combinan para formar un producto, y cuando estos elementos del capital productivo se combinan para formar un producto. el producto mercantil se cambia en el mercado por dinero, y como el producto mercantil se cambia en el mercado por dinero". Marx desarrolla el esquema original {\displaystyle D-M-D'} del circuito del capital mercantil del primer tomo en capital industrial: 
{\displaystyle D-M{\begin{cases}FT\\MP\end{cases}}...P...M'-D'}
Aquí, el capitalista adelanta dinero {\displaystyle D} para comprar {\displaystyle M}, "las mercancías fuerza de trabajo (en adelante, {\displaystyle FT}) y medios de producción (en adelante, {\displaystyle MP})" con las que en el proceso productivo {\displaystyle P} se producirá un plusproducto {\displaystyle M'} que en la esfera de circulación se transforma en un monto de dinero {\displaystyle D'} superior al invertido inicialmente.
La segunda sección "trata del circuito del capital a medida que se despliega a lo largo del tiempo; aquí Marx desarrolla la distinción entre el capital fijo y el capital circulante". Estas dos primeras secciones "están escritas principalmente a partir de el punto de vista de un capitalista individual".
La tercera sección el punto de partida es la acumulación de capital y el comercio exterior. En él Marx analiza la fórmula D-M-D' (dinero-mercancía-más dinero) del ciclo del capital, que "se descompone en tres estadios: capital-dinero, capital productivo y capital-mercancía". La parte más sustanciosa "es la dedicada a los esquemas de reproducción, una teoría del equilibrio físico que analiza cómo los capitales se entrelazan materialmente entre sí". La sección tercera "se considera uno de los más importantes de los aportes de Marx", donde "construye lo que hoy se llamaría modelos macroeconómicos", y recibió un tratamiento detallado por parte de economistas posteriores como Serguéi Bulgákov, Mijaíl Tugán-Baranovski, Lenin, Rosa Luxemburgo, entre otros. Una interpretación del texto "llevó al desarrollo de las teorías del imperialismo a principios del siglo XX".
Inspirado en los Tableau économique de François Quesnay, Marx dividió dos sectores en la economía: uno dedicado a la creación de medios de producción (Sector I); y otro que produce bienes de consumo y lujo (Sector II). El valor total de la producción de ambos se descompone en la suma del capital constante {\displaystyle (C)}, variable {\displaystyle (V)} y la plusvalía {\displaystyle (P)}. Mientras el tomo I "los valores de las mercancías son proporcionales a los precios directos" en el tomo II "Marx transita desde un modelo unisectorial hacia otro bisectorial, donde las composiciones orgánicas de capital del sector I y el sector II difirieren como consecuencia de la especialización productiva de cada uno de ellos".
  

Marx distingue entre "reproducción simple" y "reproducción expandida (o ampliada)". En el primer caso, no se produce crecimiento económico, "no hay ahorros ni inversión netos, y el producto permanece invariable de un periodo al siguiente", mientras que en el segundo caso, parte del plusvalor se reinvierte en la producción lo que hace posible el crecimiento económico. En el modo de producción capitalista, si se supone un estado de reproducción simple  y "todo el capital constante se consume en un ciclo", entonces el output de "la producción del primer sector, dedicado a los medios productivos debe ser igual al capital constante empleado en ambos sectores". Luego:
{\displaystyle C_{1}+C_{2}=C_{1}+V_{1}+P_{1}}; o,  {\displaystyle C_{2}=V_{1}+P_{1}}
Ambos sectores están en equilibrio, cuando la oferta de estos dos sectores tienen su correspondiente demanda. En caso contrario, surge la crisis por exceso de oferta o falta de demanda. Para "que se produzca una situación de equilibrio material [...] el valor del capital constante utilizado para producir bienes de consumo debe ser igual al valor del capital variable y la plusvalía del primer sector", pero Marx concluye que este equilibrio auto sostenido es inestable porque puede ser perturbado por algo como "la adquisición de activos de duración desigual".
Según John Fox, el tomo II "es el menos leído de los tres principal volúmenes". César Rendueles lo describe como "extremadamente abstracto, a menudo simplemente abstruso, y ni siquiera sus lectores más entusiastas pueden negar que es muy reiterativo [...] (S)u lectura casi siempre resulta extenuante". Engels ya mostró su preocupación sobre que el libro "causará gran decepción, por ser un trabajo puramente científico con poco material para la agitación" y "el lector vulgar no se tomará la molestia de sondearlos y seguirlos" mientras la "literatura económica oficial guarda un prudente silencio al respecto". Aun así, la obra trata "muchos temas que preocupan a los marxistas contemporáneos" como "la distinción entre trabajo productivo e improductivo, las causas de la crisis económicas, la conceptualización del capital fijo, el tratamiento de la reproducción social". La lectura del libro segundo es de gran importancia para la comprensión de la construcción teórica de toda la argumentación de Marx y su visión del capitalismo como sistema. 

## Contenido

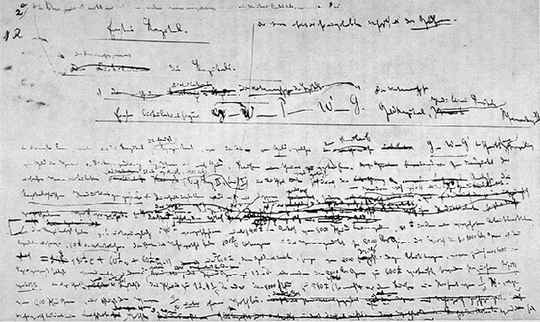
Reproducción facsímil de un manuscrito de El capital, tomo II.

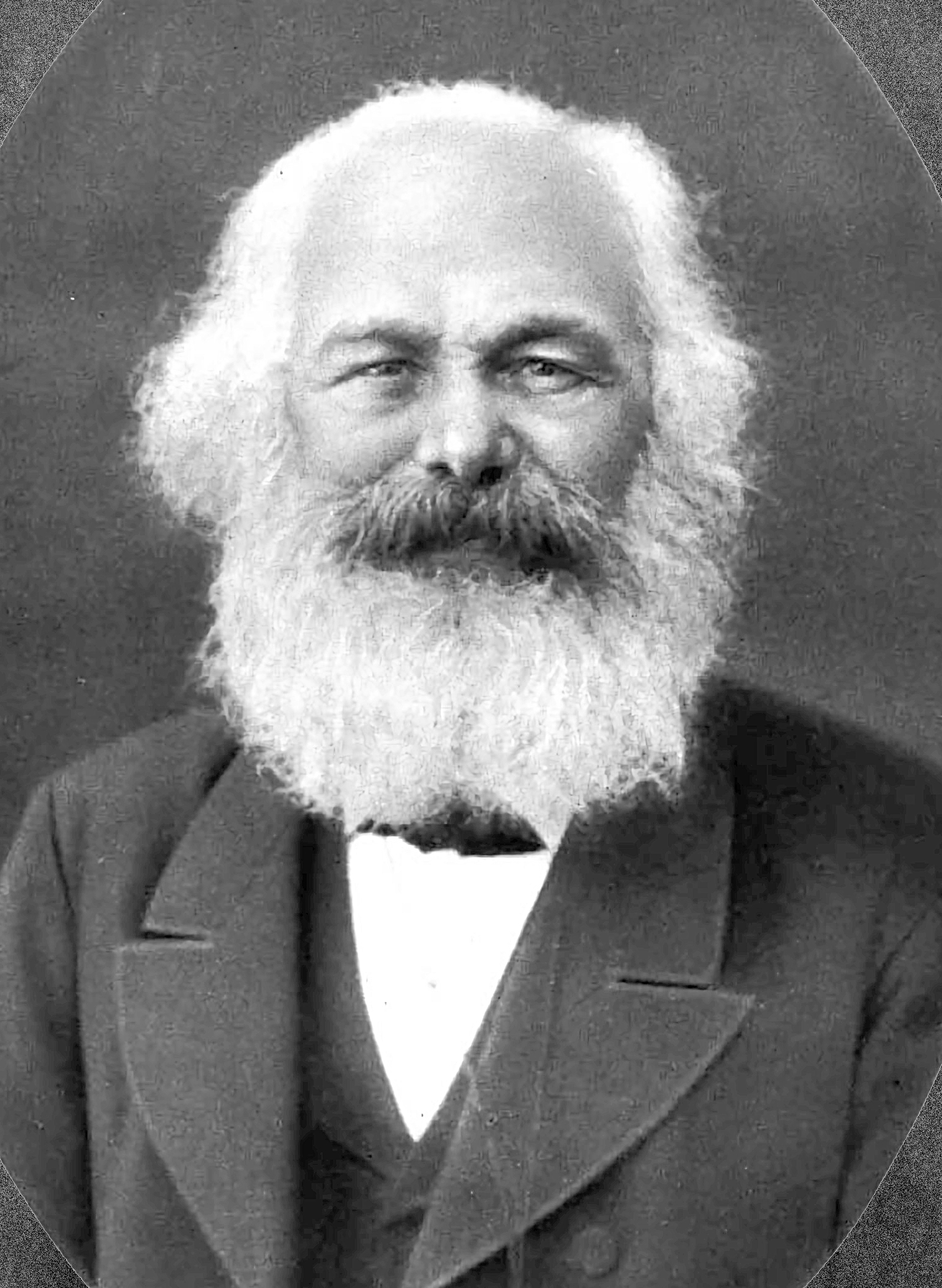
Karl Marx en 1882.

Al igual que en el primer tomo, Marx asume durante toda la obra que las mercancías se venden por su valor para facilitar las fórmulas explicativas (Guerrero, 2015, p. 127). Lenin resume el tomo II de la siguiente forma:

Rectificando el error en que incurren los economistas clásicos antes mencionados, Marx divide toda la producción social en dos grandes secciones: 1) producción de medios de producción y 2) producción de artículos de consumo. Y, apoyándose en cifras, analiza minuciosamente la circulación del capital social en su conjunto, tanto en la reproducción de envergadura anterior como en la acumulación.
Lenin (1914): Carlos Marx (Breve esbozo biográfico, con una exposición del marxismo). La Doctrina económica de Marx.

Marx le dedico el segundo tomo a su esposa Jenny von Westphalen. En 1880, Marx le escribió a Charles Darwin pidiéndole su aprobación para dedicarle el libro, pero declinó la oferta para "no herir los sentimientos religiosos de su familia".

### Prólogo de Engels

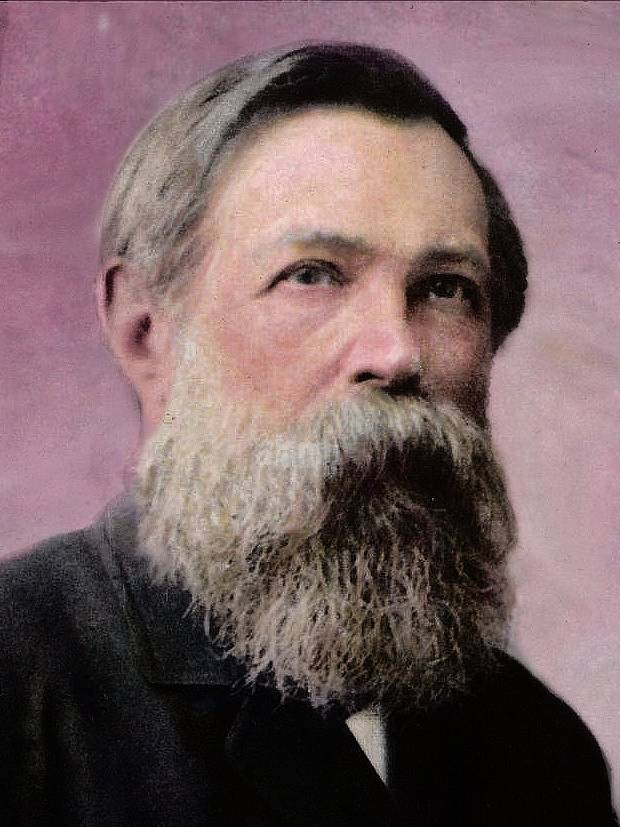
Friedrich Engels en 1888.

Engels eligió deliberadamente el 5 de mayo de 1885, el aniversario del nacimiento de Marx, escribir el prólogo para el segundo tomo. En él, Engels describió las dificultades de la publicación del libro al intentar armonizar todos los manuscritos dejados por Marx. Engels pina que el análisis de la plusvalía de Marx frente a economistas anteriores fue como el descubrimiento del oxígeno de Lavoisier frente a la teoría del flogisto y defendió a Marx de la supuesta acusación de plagio de la teoría de la plusvalía de Johann Karl Rodbertus, como ya hizo en un prólogo de Miseria de la filosofía un año antes, afirmando que puede encontrarse ya en Adam Smith y Ricardo.

Había que someter a crítica sobre todo la propia teoría del valor de Ricardo. Marx investigó, pues, el trabajo en cuanto fuente del valor y señaló, por vez primera, qué trabajo, por qué y cómo creaba valor, y cómo el valor no era, en general, más que trabajo cristalizado de esta clase, punto este que Rodbertus no llegó a entender hasta el fin de sus días. [...] Y sobre la base de la plusvalía, desarrolló la primera teoría racional del salario que poseemos y trazó, por vez primera, los rasgos fundamentales para una historia de la acumulación capitalista y una exposición de su tendencia histórica.

Al final del prólogo, Engels critica que la economía ricardiana no puede explicar la proporcionalidad del precio de mercado al contenido de trabajo si las mercancías requieren de diferentes cantidades de capital (constante y variable) para producirlas. Es decir, no pueden ajustarse a la ley del valor.

Según la ley del valor ricardiana, dos capitales que emplean cantidades iguales de trabajo vivo igualmente remunerado, siendo iguales todas las demás condiciones, producen mercancías de igual valor y también plusvalor, o ganancia, de igual cantidad en períodos de tiempo iguales. Pero si emplean cantidades desiguales de trabajo vivo, no pueden producir plusvalores iguales o, como dicen los ricardianos, ganancias iguales. Ahora en realidad ocurre lo contrario. En realidad, capitales iguales, independientemente de cuánto o poco trabajo vivo empleen, producen ganancias medias iguales en tiempos iguales.

Marx también fue consciente de la aparente contradicción. Afirmó en el primer tomo que la tasa de plusvalía o tasa de explotación (es decir, la relación entre "plusvalía" y "capital variable", es decir, el salario de la mano de obra) tendía a ser la misma en todas las industrias mientras la tasa de ganancia (relación entre el plusvalor obtenido y el capital invertido) del capital total tiende a igualarse «independientemente de su "composición orgánica" (proporción de capital fijo y variable, en otras palabras, trabajo "vivo" y "incorporado")». Engels respondió que la solución de Marx estará en el tercer tomo y desafió a los críticos de Marx a usar su ingenio para adivinar de qué manera puede y debe lograrse una tasa de ganancia media sin violar la ley del valor. Las respuestas dadas por economistas Wilhelm Lexis, Conrad Schmidt, Peter Fireman, Julius Wolf, Achille Loria y Georg Christian Stiebeling fueron referidas y respondidas por Engels también en el prólogo y postafacio del tercer tomo.

### Sección 1:Mercancía y dinero

#### Capítulo 1: El ciclo del capital dinerario
El capítulo comienza con la exposición del "proceso cíclico del capital" del tomo primero, {\displaystyle D-M...P...M'-D'} (dinero, mercancía, producción, mercancía y dinero incrementados por el plusvalor). Esta primera fase del proceso D-M se compone de los medios de producción y la fuerza de trabajo. La parte del dinero que se gasta en medios de producción "es necesario conseguirlos en proporción adecuada", sino "no se podría utilizar el excedente de trabajo de que dispone el comprador, su derecho a disponer de ese excedente no conduciría a nada. Si hubiera más medios de producción que trabajo disponible, entonces el trabajo no los saturaría, no se transformarían en producto". Por otro lado, la compra de la fuerza de trabajo ({\displaystyle FT}) del capitalista al obrero por un salario como otra mercancía ({\displaystyle D}) es " la primera fase de la circulación (Zirkulationszeit) o la primera metamorfosis de la mercancía (libro I, cap. III, 2 a)". Esto se presenta para el capitalista como: {\displaystyle D-M(=D-FT)}; y para el obrero: {\displaystyle FT-D(=M-D)}.
"{\displaystyle D-FT} es el factor característico en la transformación del capital dinerario en capital productivo, porque es la condición esencial para que el valor adelantado en forma dineraria se transforme realmente en capital, en valor que produce plusvalor. D - MP es necesario sólo para realizar el volumen de trabajo comprado por medio de {\displaystyle D-FT}".
La segunda fase es la producción (Produktionszeit), “{\displaystyle ...P...}”, "donde los puntos suspensivos indican que se suspende o interrumpe la circulación" (Guerrero, 2015, p. 128) al transformarse el capital dinerario en capital productivo. El capitalista hace usar y consumir la fuerza de trabajo (capital variable) comprada en los medios de producción (capital constante) "como creadores de mercancías" pero "no puede volver a vender al obrero como mercancía, pues éste no es su esclavo". La producción se transforma en "función del capital, en proceso capitalista de producción".
"Al actuar, el capital productivo consume sus propias partes constitutivas para convertirlas en una masa de productos de valor mayor. Como la fuerza de trabajo sólo opera como uno de los órganos de dicho capital, el valor de producto que excede al de sus elementos constitutivos, creado por ella con su plustrabajo, es también fruto del capital. El plustrabajo de la fuerza de trabajo es el trabajo gratis del capital y por eso constituye para el capitalista plusvalor, un valor que no le cuesta ningún equivalente. Por lo tanto el producto es no sólo mercancía, sino mercancía fecundada con plusvalor".
El valor del capital productivo es igual al valor de los elementos que lo componen {\displaystyle (P=D-M)}. En la tercera fase la "mercancía se convierte en capital mercantil", donde {\displaystyle M'-D'} son  dos formas del “valor de capital valorizado”. Durante la producción, {\displaystyle M} obtiene un incremento {\displaystyle m} {\displaystyle (M'=M+m)} y {\displaystyle D} un incremento {\displaystyle d} {\displaystyle (D'=D+d)}, entonces:
{\displaystyle D-M<...P...(M+m)-(D+d)}
En el caso de la producción del material dinerario (oro):
{\displaystyle D-M<...P...D'(D+d)}
En la fórmula general, las dos metamorfosis {\displaystyle D-M} y {\displaystyle M'-D'} se "sustituyen recíprocamente", pero es exclusivamente en P donde aparece "como mero medio para la valorización" y "metamorfosis real del capital". Se suele considerar el producto de {\displaystyle P} como "como un objeto que posee una existencia separada del proceso de producción", una mercancía, pero hay ramos de la industria autónomos en los que el producto no es un producto objetivo nuevo, como la industria de la comunicación, la del trasporte y el sector servicios, donde "deben consumirse en el mismo momento en que se los produce".

#### Capítulo 2: El ciclo del capital productivo
El ciclo del capital productivo tiene la fórmula general:
{\displaystyle P...M'-D'-M...P}
Es "la función periódicamente renovada del capital productivo", es decir, "reproducción periódica de plusvalor" (en vez de la valorización comparado con el anterior) (Guerrero, 2015, p. 130) "que se repite periódicamente, de manera que la reiniciación está dada por el propio punto de partida". Marx señala dos aspectos de la circulación: primero, la "verdadera circulación aparece sólo como mediación de la reproducción periódicamente renovada, y continua merced a ese renovarse"; y segundo, la circulación {\displaystyle (M-D-M)} "se presenta" globalmente "en la forma opuesta a la que tiene en el ciclo del capital dinerario" {\displaystyle (D-M-D).}

Marx distingue entre reproducción simple y ampliada (o expandida). En el primer caso, no existe crecimiento económico, mientras que en último caso, hay más producción de la que se necesita para mantener a la economía en un nivel dado, haciendo posible el crecimiento económico. La diferencia radica en que en el primer caso, la plusvalía creada por el trabajo asalariado pasa a ser la “circulación del rédito”, mercancías o dinero que "sirven para el consumo privado"; mientras que en el último caso, "se congela así convirtiéndose en tesoro y constituye, bajo esta forma, capital dinerario latente". Su fórmula, suponiendo que "se acumula todo el plusvalor" es:
{\displaystyle P...M'-D'-M...P'}
Aquí en {\displaystyle P'} el plusvalor producido “se capitalizó, es decir, que se acumuló capital, y por lo tanto {\displaystyle P'}, a diferencia de {\displaystyle P}, está formada por el valor de capital originario más el valor del capital acumulado en virtud del movimiento del primer”. Esta acumulación de capital implica la “acumulación de dinero”, que "sirve así como fondo de reserva para equilibrar perturbaciones del ciclo".

#### Capítulo 3: El ciclo del capital mercantil

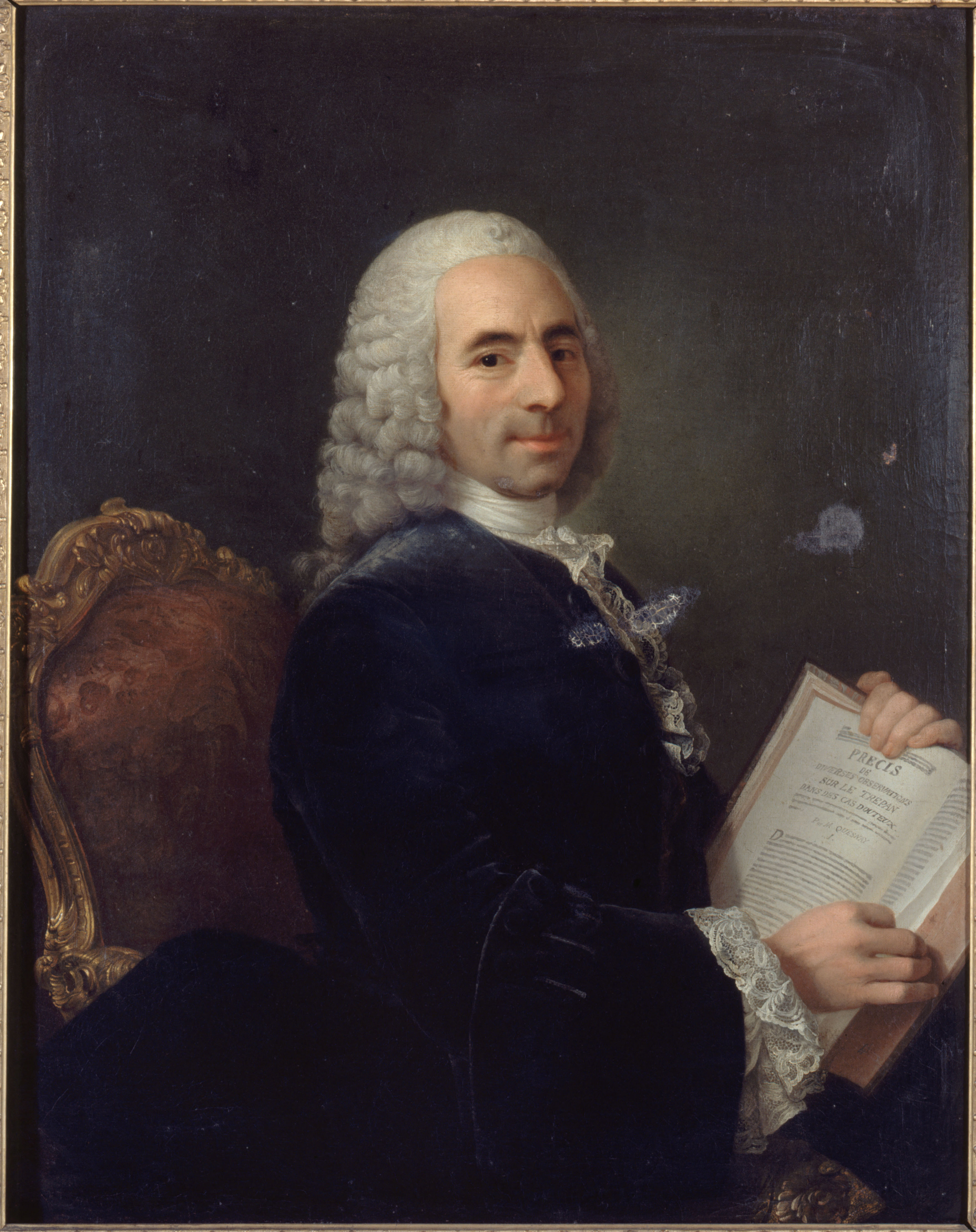
Marx señala que François Quesnay en Tableau économique se basa en la forma para contraponerla a con el mercantilismo.

La fórmula general para el ciclo del capital mercantil es:
{\displaystyle M'-D'-M...P...M'}; 
O "si hay reproducción en escala ampliada":
{\displaystyle M'-D'-M...P...M''}
Esta tercera forma {\displaystyle M'} se presenta como "supuesto de los dos ciclos anteriores". Junto con la anterior "inicia el ciclo" mientras que en el primero "la circulación se ve interrumpida por el proceso de producción" y ambas tienen la forma {\displaystyle M'...M'}.
"Lo que distingue la tercera forma de las dos primeras es que sólo en este ciclo aparece el valor valorizado de capital y no el valor originario de capital, el que hay que valorizar como punto de partida de su valorización".
El ciclo {\displaystyle M'...M'} "presupone, dentro de su desenvolvimiento, otro capital industrial en la forma de {\displaystyle M(=FT+MP)}" como "la forma en que se mueve la suma de las capitales individuales, es decir, [...] el capital global de la clase capitalista"; y "el consumo de todo el producto mercantil como condición para el transcurso normal del ciclo del capital mismo".
"Como en {\displaystyle M'...M'} el producto global (el valor global) es el punto de partida, aquí se ve que (dejando a un lado el comercio exterior) la reproducción en escala ampliada sólo se puede efectuar si la productividad no varía cuando la parte del plúsproducto que habrá de capitalizarse contiene ya los elementos materiales del capital productio adicional; es decir que en la medida en que la producción de un año sirve de supuesto para la del siguiente, o en la medida en que esto puede ocurrir dentro de un mismo año simultáneamente con el proceso de reproducción simple, el plusproducto se produce inmediatamente bajo una forma que lo hace apto para actuar como capital suplementario. Un aumento en la productividad sólo puede aumentar la materia del capital, sin elevar su valor; pero de esta manera crea material adicional para la valorización".

#### Capítulo 4: Las tres figuras del proceso cíclico
Si llamamos {\displaystyle Cc} al proceso global de circulación, las tres figuras pueden representarse así:
1. {\displaystyle D-M...P...M'-D'}
2. {\displaystyle P...Cc...P}
3. {\displaystyle Cc...P(M')}

Estos ciclos son tres formas particulares del movimiento de capitales industriales individuales, pero cada uno se encuentra al mismo tiempo en los tres y "se verifican continuamente uno al lado del otro". Lo común a los tres ciclos es "la valorización del valor como objetivo determinante".
"[E]l verdadero ciclo del capital industrial en su continuidad es no sólo unidad de proceso de circulación y proceso de producción, sino unidad de sus tres ciclos en su totalidad. Pero el ciclo sólo puede ser tal unidad si cada una de las distintas partes del capital puede recorrer sucesivamente las fases consecutivas del ciclo. [...] La sucesión de todas las partes está condicionada aquí por su yuxtaposición, es decir, por la división del capital. [...] Pero la yuxtaposición que condiciona la continuidad de la producción sólo existe por el movimiento de las partes del capital movimiento en el que éstas recorren sucesivamente las distintas fases. La propia yuxtaposición sólo es resultado de la sucesión. [...] Todo estancamiento de la sucesión desordena la yuxtaposición, toda paralización en una fase provoca una paralización mayor o menor en el ciclo en su conjunto, no sólo en el de la parte del capital que se paraliza, sino también en el de todo el capital individual".
El capital "como valor que se valoriza" es un "un proceso cíclico" que implica relaciones de clase basadas en la existencia del trabajo asalariado. Es un movimiento. "Por eso sólo se lo puede concebir como movimiento y no como cosa estática". Según Marx el economista Samuel Bailey, confundió "valor de cambio" con "valor", al decir que este último "es una relación entre mercancías coexistentes". Así,  "la forma del valor es el valor mismo". Bailey no entendió "que el valor sólo funciona como valor de capital o como capital si se mantiene idéntico a sí mismo y se compara consigo mismo en las distintas fases de su ciclo, que no son de ninguna manera cotemporary [coexistentes], sino que se suceden".
"Dentro del proceso de circulación del capital industrial, en el que éste actúa como dinero o como mercancía, el ciclo del capital industrial se entrecruza, ya como capital dinerario, ya como capital mercantil, con la circulación de mercancías de los modos sociales de producción más diversos, en la medida en que éstos son al mismo tiempo producción de mercancías".
Este proceso "sólo discurre con total normalidad cuando las relaciones de valor permanecen constantes" — "algo que en la realidad no sucede, pero que suponemos en la teoría". (Guerrero, 2015, p. 132) Por otro lado, dentro del proceso de circulación del capital industrial "se entrecruza, ya como capital dinerario, ya como capital mercantil, con la circulación de mercancías de los modos sociales de producción más diversos, en la medida en que éstos son al mismo tiempo producción de mercancías". Marx asume para simplificar que "en general en todo este segundo libro, suponemos que el dinero es dinero metálico", excluyendo el "dinero simbólico" y el crédito, "que aún no ha sido desarrollado". Para Marx, presuponer la "reproducción simple" (Guerrero, 2015, p. 133) equivale a "presuponer la inexistencia de la producción capitalista y por ende la inexistencia del propio capitalista industrial", ya que capitalismo el presupone que "está eliminado en su fundamento al presuponerse que lo que actúa como motivo impulsor es el disfrute y no el enriquecimiento mismo".
"Para acumular capital, tiene en primer lugar que retirar de la circulación una parte del plusvalor en forma dineraria, que le llega proveniente de la circulación, y hacerla crecer, como tesoro, hasta que adquiera las dimensiones necesarias para ampliar el antiguo negocio o abrir un negocio accesorio. Mientras dura el atesoramiento, la demanda del capitalista no aumenta; el dinero está inmovilizado; no retira del mercado de mercancías ningún equivalente en mercancías por el equivalente en dinero que ha retirado de allí a cambio de mercancía suministrada".

#### Capítulo 5: El tiempo de circulación
En este corto capítulo, Marx explica que el movimiento del capital es una sucesión temporal entre el "tiempo de producción" más "su tiempo de circulación o de curso"; este es el "tiempo global en el que describe su ciclo". El tiempo de producción abarca en general "el tiempo durante el cual funcionan como medios de producción", sus pausas "en los cuales se abandona el objeto de trabajo" (capital "latente" o "en barbecho"), interrumpido el proceso y la creación de plusvalor ("de ahí el empeño en que los obreros trabajen también de noche" Libro I, cap. VIII, 4.) ; y el tiempo durante el cual estos medios de producción representan capital productivo, pero todavía no han entrado en el proceso de producción".

Finalmente, Marx recuerda que "el valor de la parte constante de capital, que continúa en el proceso de producción aunque el proceso laboral esté interrumpido, reaparece en el resultado del proceso de producción".
"El valor de los aparatos, etc., se transfiere al producto en proporción al tiempo total durante el cual actúan; el trabajo mismo pone el producto en esta fase, y el uso de estos aparatos [...] le transfiere su valor. La otra parte del capital latente, como los edificios, máquinas, etc., es decir, los medios de trabajo cuya función sólo se ve interrumpida por las pausas regulares del proceso de producción [...] agrega valor sin entrar en la creación del producto; el valor global que le agrega al producto está determinado por su duración media; por ser valor de uso pierde valor tanto en el tiempo en el que funciona como en el que no lo hace".

#### Capítulo 6: Los costos de circulación
El capítulo se divide en "Costos de circulación propiamente dichos", "de conservación" y "de trasporte". El primero se divide en dos secciones: 
- "Tiempo de compra y de venta", que son las transacciones y negocios del capitalista "como capital personificado". Este proceso no crea valor, solo "la conversión del valor de una forma a la otra, y esto no cambia en nada por el intento recíproco de apropiarse [...] de una cantidad extra de valor". Esta fase del proceso capitalista de producción es "necesaria [...] en su totalidad" e " implica también la circulación" como por ejemplo el trabajo físico se requiere para generar calor "aunque es una fase necesaria del proceso de combustión". En el caso de "productores directos autónomos" (como en la Edad Antigua y Media) "el tiempo empleado en comprar y vender se deduce de su tiempo de trabajo". Para un capitalista, el costo necesario de esta función aparece como "desembolso adicional [...] del capital variable". Su utilidad consiste "en que se fija en esta función improductiva una parte menor de la fuerza de trabajo y del tiempo de trabajo de la sociedad".[35]

- y "Contabilidad", que es "la determinación de precios o el cálculo de los precios de las mercancías". Este proceso gasta "trabajo objetivado: plumas, tinta, papel, escritorios, gastos de oficina" pero "reducción tanto del tiempo que el productor puede gastar productivamente como de los medios de trabajo que operan en el proceso real de producción, que entran en la formación de producto y de valor".[35]

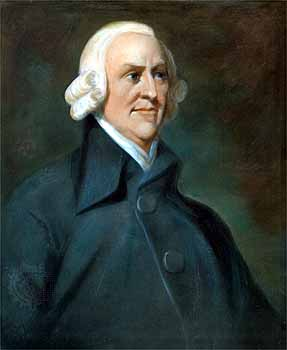
Adam Smith sostuvo que "la formación de acopios es un fenómeno peculiar a la producción capitalista" pero confundió "la forma del acopio con el acopio mismo".

Los costes de conservación por otro lado son “de otra naturaleza”. Se divide entre “Formación de acopio en general”, que es "el intervalo entre el proceso de producción del que regresa y el proceso de consumo en el que ingresa"; y “Acopio de mercancías propiamente dicho”, que es "el intervalo durante el cual se encuentra en el mercado". Adam Smith sostuvo que "la formación de acopios es un fenómeno peculiar a la producción capitalista" pero confundió "la forma del acopio con el acopio mismo". Los gastos del acopio tampoco crean valor pero "sin acopio de mercancías no hay circulación".
"Los costos de la formación de acopio consisten en: 
1 ) disminución cuantitativa de la masa del producto (por ejemplo, en el caso de acopio de harina; 
2) deterioro de la calidad; 

3) trabajo objetivado yvivo que requiere la conservación del acopio".
Por último, los costes de transporte constituye es "un ramo autónomo de la producción" que "aparece dentro del proceso de circulación y para éste". El transporte "puede ocurrir sin su movimiento físico y el trasporte de productos sin circulación de mercancías" porque lo que realmente se mueve es "el título de propiedad de la cosa, no la cosa misma".
"La ley general es que todos los costos de circulación que surgen sólo de la trasmutación formal de la mercancía no agregan ninyún valor a esta última. [...] La reposición de los mismos debe ocurrir a expensas del plusproducto y constituye, considerando toda la clase capitalista, una deducción del plusvalor o del plusproducto, exactamente de la misma manera en que para un obrero, el tiempo que necesita para adquirir sus medios de subsistencia, es tiempo perdido".

### Sección 2:La rotación del capital

#### Capítulo 7: Tiempo de rotación y número de rotaciones.
Marx repasa la sección anterior resumiendo que en la forma I {\displaystyle D...D'} la producción es expresada potencialmente y en forma II {\displaystyle P...P} como real, pero ambas "el valor adelantado ha funcionado como valor de capital y se ha valorizado" y "ha retornado a la forma bajo la cual inició" (en el caso {\displaystyle D} vuelve a ser el punto de partida si "el proceso se renueva en la misma escala"); a diferencia de la forma III {\displaystyle M...M'} en la que "el valor de capital no comienza el proceso como valor adelantado, sino como valor ya valorizado". "De los ciclos I y II hay que retener el primero cuando se considera principalmente la influencia de la rotación en la creación de plusvalor, el segundo, cuando se considera su influjo sobre la creación de producto."
Ya hemos visto antes que "si la producción reviste una forma capitalista, no menos la reproducción. En el modo capitalista de producción, así como el proceso de trabajo aparece tan sólo como medio para el proceso de valorización, la reproducción no se pone de manifiesto más que como medio de reproducir como capital el valor adelantado, es decir, como valor que se valoriza a sí mismo." (Libro I, cap. XXI)
Para Marx, los economistas "no han separado las distintas formas de los ciclos" y por eso examinaron la rotación del capital paritendo de distintas formas. La forma III "no se puede usar para el análisis de la rotación; las otras dos son más adecuadas, especialmente la I para el análisis del plusvalor, y la II para el del producto". (Guerrero, 2015, p. 136) Ahora bien: lo nuevo es que el ciclo, en cuanto “periodo” o “proceso periódico”, no como acto aislado sino como repetición, es la “rotación”. El ciclo individual "se repite constantemente", pero el ciclo del capital, "no como acto aislado, sino como proceso periódico, se denomina su rotación" (Umschlag). El tiempo  de rotación es "la suma del tiempo de producción y el tiempo de circulación del capital" y "difiere con arreglo a sus distintas esferas de inversión".
"Si llamamos {\displaystyle TR} al año como unidad de medida del tiempo de rotación, tr al tiempo de rotación de un capital determinado, {\displaystyle n} al número de rotaciones, entonces {\displaystyle n=TR/tr}. [...] Para el capitalista, el tiempo de rotación de su capital es el tiempo durante el cual tiene que adelantar su capital para valorizarlo y recuperarlo en la figura originaria".

#### Capítulo 8: Capital fijo y capital circulante

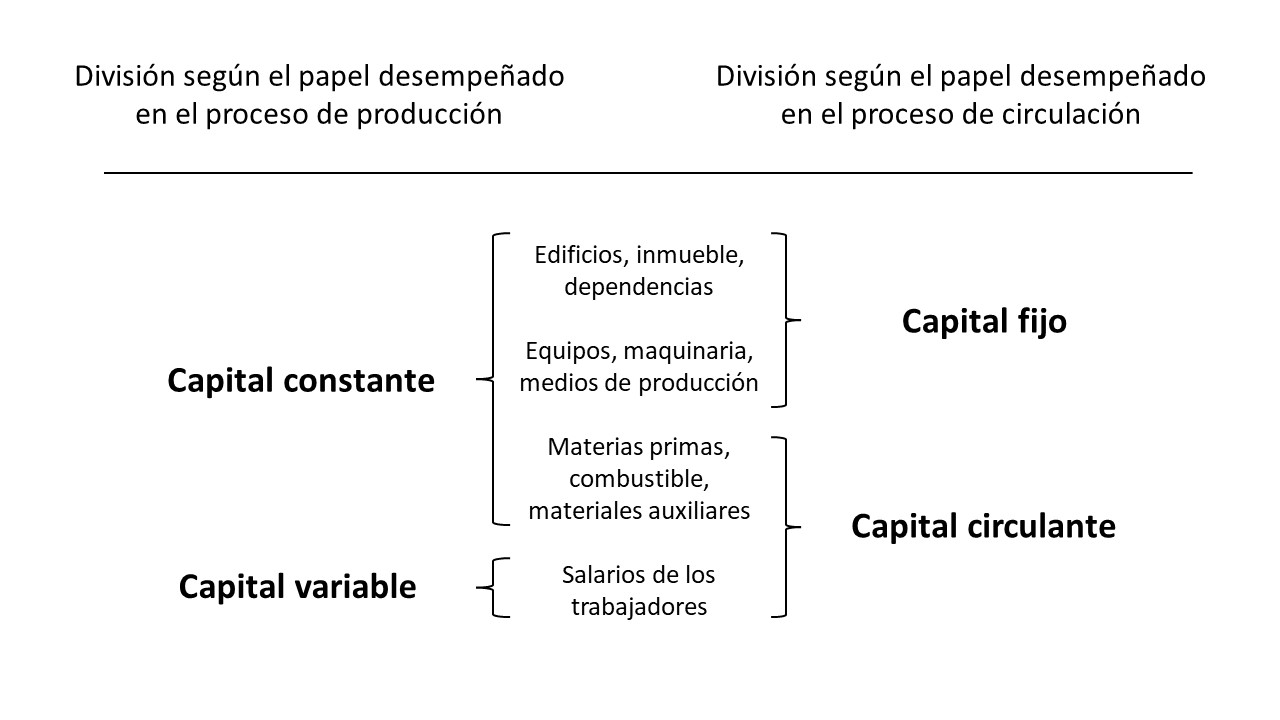
Esquema de las diferencias entre capital constante, capital variable, capital fijo y capital circulante.

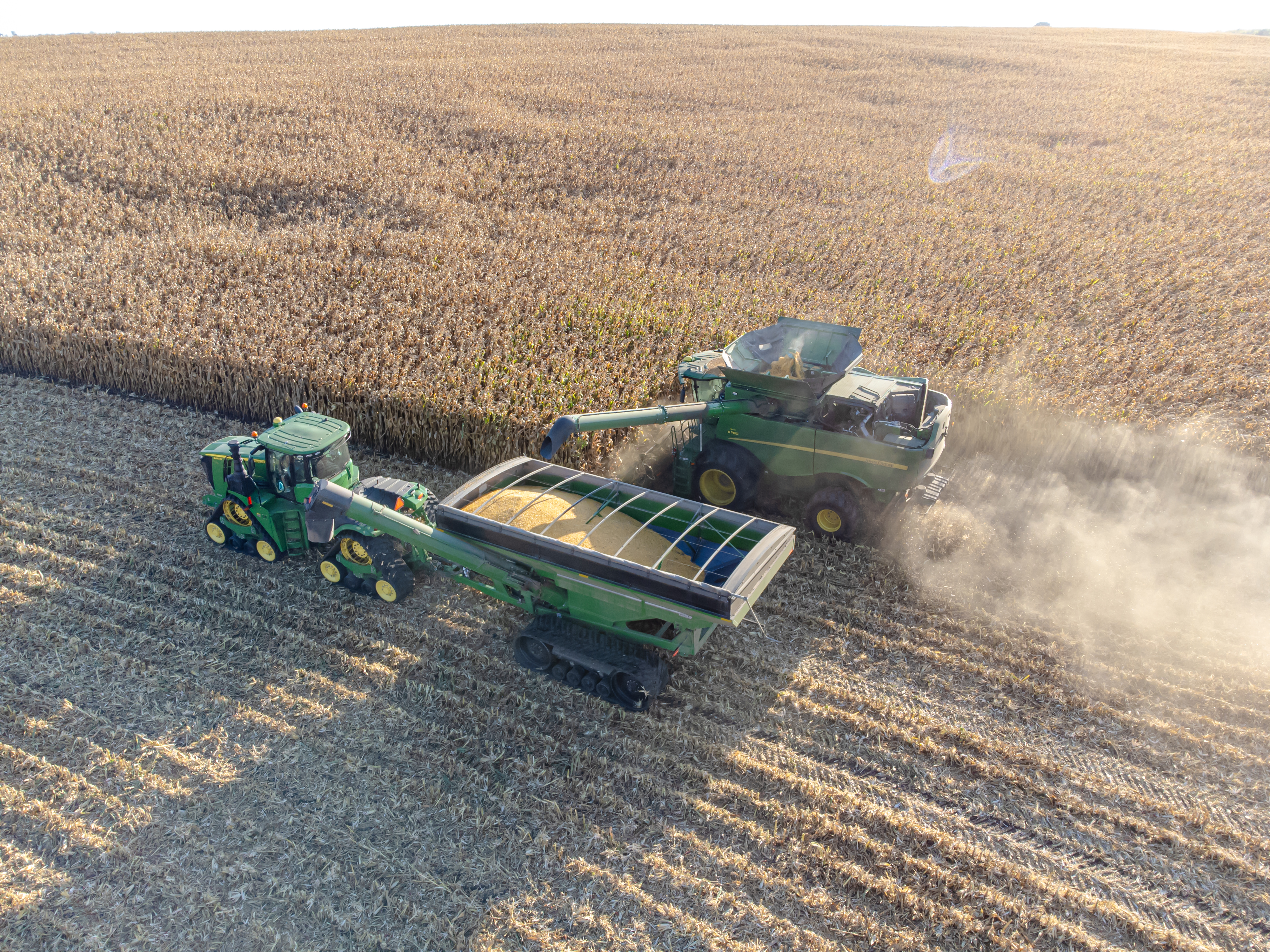
Marx denominó a la parte de capital constante invertido en los "medios de trabajo" del capital productivo como "capital fijo". Al resto invertido en "objetos de trabajos", como materias primas, lo denominó capital circulante.

Los medios de producción "se dividen en medios de trabajo y objeto de trabajo" (libro I, cap. V) pero solo se convierten en capital productivo en el modo de producción capitalista. Los "medios de trabajo" son la parte del capital constante que "cede valor al producto en la proporción en que pierde, con su propio valor de uso, su propio valor de cambio" que "se mide por la duración media de su funcionamiento". En este sentido el valor del capital adelantado está "fijado" (no en el sentido móvil, pues una casa y un barco son ambos medios de trabajo) y se denomina "capital fijo". En cambio, todas las otras partes constituyen del proceso de producción se llaman "capital circulante o fluido", cuyo valor se transmite íntegramente, como las materias primas. 
"La determinación que el carácter de capital fijo confiere a una parte del valor de capital desembolsado en medios de producción, reside exclusivamente en el modo peculiar con que este valor circula. Este modo característico de circulación surge del modo característico con que el medio de trabajo cede su valor al producto o se comporta como creador de valor durante el proceso de producción. Y este modo, a su vez, surge de la índole particular de la función de los medios de trabajo en el proceso laboral".

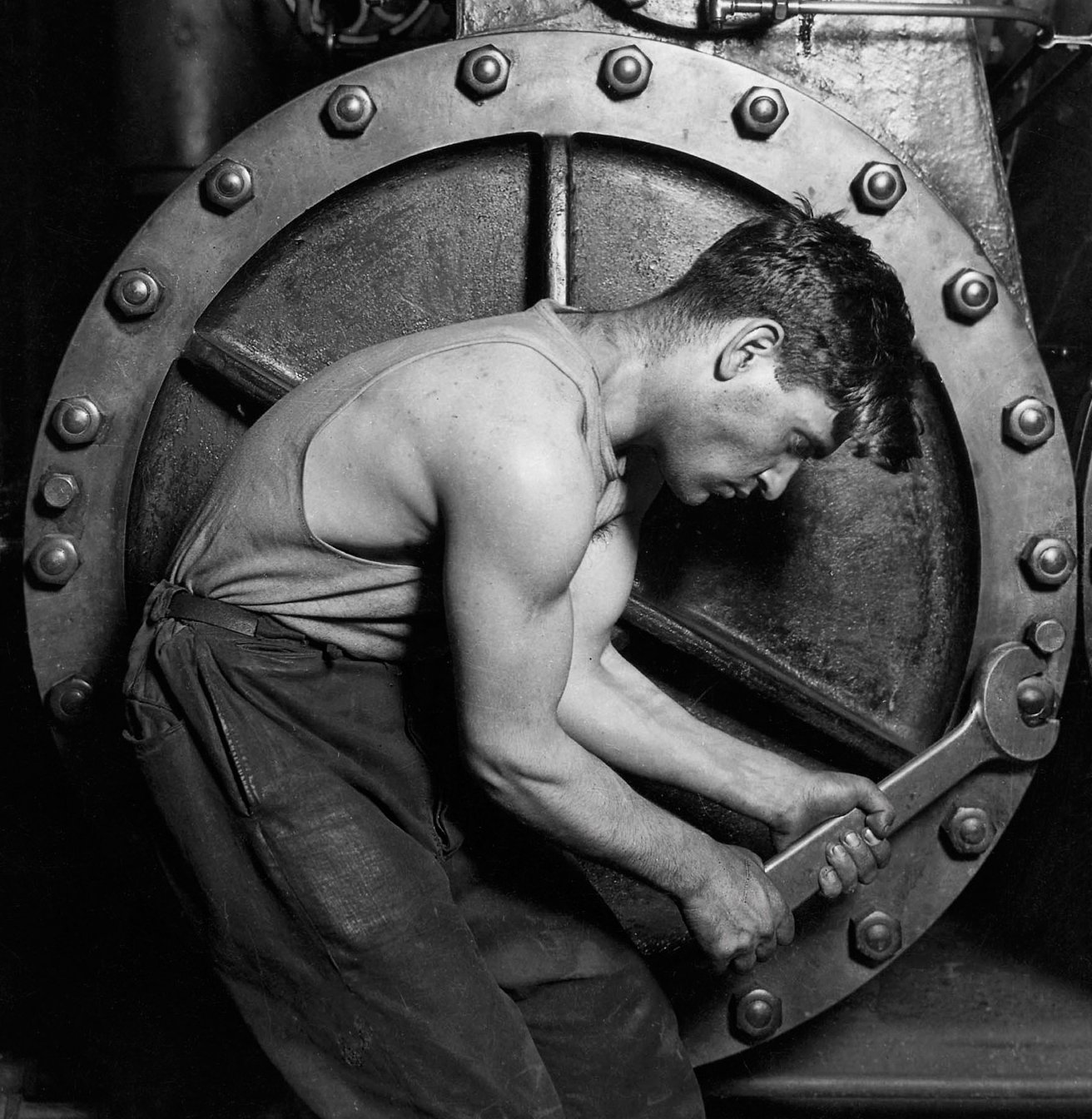
El capital productivo desembolsado en "fuerza de trabajo" es el capital variable y forma parte de capital circulante.

Marx señaló la confusión entre "capital fijo y circulante con las categorías capital constante y variable". El capital productivo "desembolsado en fuerza de trabajo" es capital variable, los demás elementos son capital constante. Solo el valor del capital constante "vuelve a aparecer en el valor del producto como valor sólo transferido, mientras que la fuerza de trabajo agrega, mediante el proceso laboral, un equivalente de su valor al producto, o sea reproduce realmente su valor" (ver Plusvalor). Estas diferencias "carecen de importancia para la circulación y [...] el modo de rotación". Parte del dinero que refluye se usa como "fondo de reserva" o "amortización" para "ampliar el negocio o para introducir en las máquinas perfeccionamientos que aumenten su eficacia" y reponer el desgaste físico o "desgaste moral" (competencia en el mercado) del capital fijo.
"De lo analizado hasta ahora resulta lo siguiente:
1) Las determinaciones formales de capital fijo y circulante surgen sólo de las distintas maneras de rotar del valor de capital actuante en el proceso de producción o del capital productivo. [...] Por tanto, sólo el capital productivo puede dividirse en fijo y circulante [flüssiges]. [...]
2) La rotación de la parte constitutiva fija del capital, y por ende también el tiempo de rotación necesario para ella, abarca varias rotaciones de las partes constitutivas circulantes del capital. En el mismo tiempo en que el capital fijo rota una vez, el capital circulante rota varias. [...]
3) La parte de valor del capital productivo desembolsada en capital fijo se adelanta en su totalidad y de una vez para todo el tiempo de funcionamiento de la parte de los medios de producción en que consiste el capital fijo. [...]

4) Los elementos del capital circulante están fijados en el proceso de producción si éste ha de ser contínuo- la misma continuidad que los elementos del capital fijo. Pero los elementos así fijados del primero se renuevan constantemente in natura [en especie] (los medios de producción mediante nuevos ejemplares del mismo tipo, la fuerza de trabajo mediante compra siempre renovada); mientras que en el caso de los elementos del capital fijo, durante el tiempo en que subsisten, no es necesario renovarlos a ellos mismos ni renovar su compra. [...]"

#### Capítulo 9: La rotación global del capital adelantado. Ciclos de rotación
Los componentes fijos y circulantes del capital productivo "rotan de maneras diferentes y en diferentes períodos", y en un mismo negocio "los distintos componentes del capital fijo, a su vez, tienen distintos períodos de rotación según sus diversos tiempos de vida y por ende de reproducción".
"La rotación global del capital adelantado es la rotación media de sus distintas partes constitutivas [...]. Tratándose sólo de lapsos diferentes no hay nada más sencillo, desde luego, que extraer su promedio, pero [...] aquí tiene lugar una diferencia no sólo cuantitativa, sino cualitativa".
Para "reducir las rotaciones particulares de las distintas partes del capital fijo a una forma homogénea de la rotación" Marx tomo la forma {\displaystyle D...D'} como la más apropiada, en vez de la forma {\displaystyle P...P}, pues esta "identidad cualitativa no existe [...] pues determinados elementos de {\displaystyle P} deben reponerse continuamente in natura, y otros no". El valor de capital que rota durante el año "puede ser mayor que el valor global del capital adelantado, como consecuencia de las repetidas rotaciones del capital circulante durante el año", por ello, la rotación de valor del capital adelantado "se separa pues de su tiempo real de reproducción o del tiempo real de rotación de sus partes constitutivas".
"(M)ediante este ciclo que abarca una serie de años y está formado por rotaciones conexas en las cuales el capital se ve retenido por su parte constitutiva fija, seda un fundamento material para las crisis periódicas en las que el negocio recorre períodos sucesivos de depresión, animación media, vértigo y crisis. [...] (L)a crisis siempre constituye el punto de partida de una gran inversión nueva. Y en consecuencia también, si se considera la sociedad en su conjunto, configura en mayor o menor medida un fundamento material para el ciclo siguiente de rotaciones".
Para  calcular la rotación, Marx cita a Alonzo Potter:
"Un capitalista tiene que calcular su ganancia de acuerdo con el período medio que todo su capital necesita para pasar por sus manos o para rotar una vez".

#### Capítulo 10: Teorías sobre el capital fijo y el circulante. Los fisiócratas y Adam Smith
Este capítulo y el siguiente  critica las doctrinas de económisras anteriores. Marx realiza un "análisis sistemático" de ellas en lugar de uno "histórico" como en Teorías sobre la plusvalía. (Guerrero, 2015, p. 139) El capítulo 10 está dedicado a la obra de los fisiócratas y Adam Smith.
Marx empieza con François Quesnay, quien distinguió correctamente entre capital fijo ("avances primitives") y circulante ("avances annuelles") "como diferencia dentro del capital productivo, incorporado al proceso directo de producción" aunque solo considera que el capital productivo empleado en la agricultura como real.

El progreso de Adam Smith "es la generalización de las categorias", donde "no se trata de una forma especial del capital, del capital del arrendatario, sino de todas las formas del capital productivo", pero su nivel de exposición es inferior al de Quesnay. Para Marx, Smith confunde el capital circulante con el “capital de circulación” y analiza extensamente esta confusión en el capítulo:
"Que por capital circulante Adam Smith no entiende aquí otra cosa que el capital de circulación, es decir, el valor de capital en las formas suyas correspondientes al proceso de circulación (capital mercantil y capital dinerario), lo demuestra el caso que él elige con particular falta de tino. Toma como ejemplo un tipo de capital que no pertenece en absoluto al proceso de producción, sino que sólo reside en la esfera de la circulación, que sólo consiste en capital de circulación: el capital comercial".
"Smith confunde la diferencia entre capital fijo y circulante derivada de las distintas maneras de circular que tienen los diferentes elementos del capital productivo con las diferencias de forma que recorre el mismo capital en la medida en que dentro del proceso de producción funciona como capital productivo, y en cambio dentro de la esfera de la circulación como capital de circulación, es decir, como capital mercantil o como capital dinerario. Por eso, según el lugar que ocupan en el proceso vital del capital, las mismas cosas pueden, a juicio de Smith, funcionar como capital fijo (como medios de trabajo, elementos del capital productivo) y como capital "circulante", capital mercantil (como producto lanzado desde la esfera de la producción a la de la circulación)".
"[L]a exposición totalmente equivocada de que la ganancia se obtiene gracias al capital fijo que permanece en el proceso de producción y mediante el capital circulante que abandona dicho proceso y circula, se oculta, tras la identidad de la forma que tienen en la rotación el capital variable y el componente circulante del capital constante, la diferencia esencial existente entre los mismos en el proceso de valorización y en la creación del plusvalor, y en consecuencia se oscurece más aun todo el misterio de la producción capitalista; mediante la designación común: capital circulante, se suprime esta diferencia esencial, esta confusión la llevaron más lejos aun los economistas posteriores al retener no la antítesis de capital variable y constante, sino la de capital fijo y circulante, como la diferenciación esencial y la única decisiva".
"Como Smith confunde aquí el capital circulante con el capital mercantil, no puede colocar la fuerza de trabajo bajo el rubro de capital circulante. Por eso el capital variable aparece aquí en la forma de las mercancías que el obrer compra con su salario, de los medios de subsistencia. Bajo esta forma el valor de capital desembolsado en salario ha de formar parte del capital circulante. Lo que se incorpora al proceso de producción es la fuerza de trabajo, el propio obrero, no los medios de subsistencia mediante los cuales el obrero se mantiene."
Según los fisiócratas, el trabajo no crea valor sino la tierra. Por tanto, los medios de subsistencia del trabajador, reflejado en el salario, es parte de capital constante. Smith era partidario de la teoría del valor-trabajo, donde tanto la industria como la agricultura produce el plusvalor, pero a la hora de determinar el capital variable Smith confunde al contar los medios de subsistencia del obrero como elemento del capital productivo en lugar de la fuerza de trabajo. Es una "determinación fisiocrática sin los supuestos de los fisiócratas".

#### Capítulo 11: Teorías sobre el capital fijo y el circulante. Ricardo

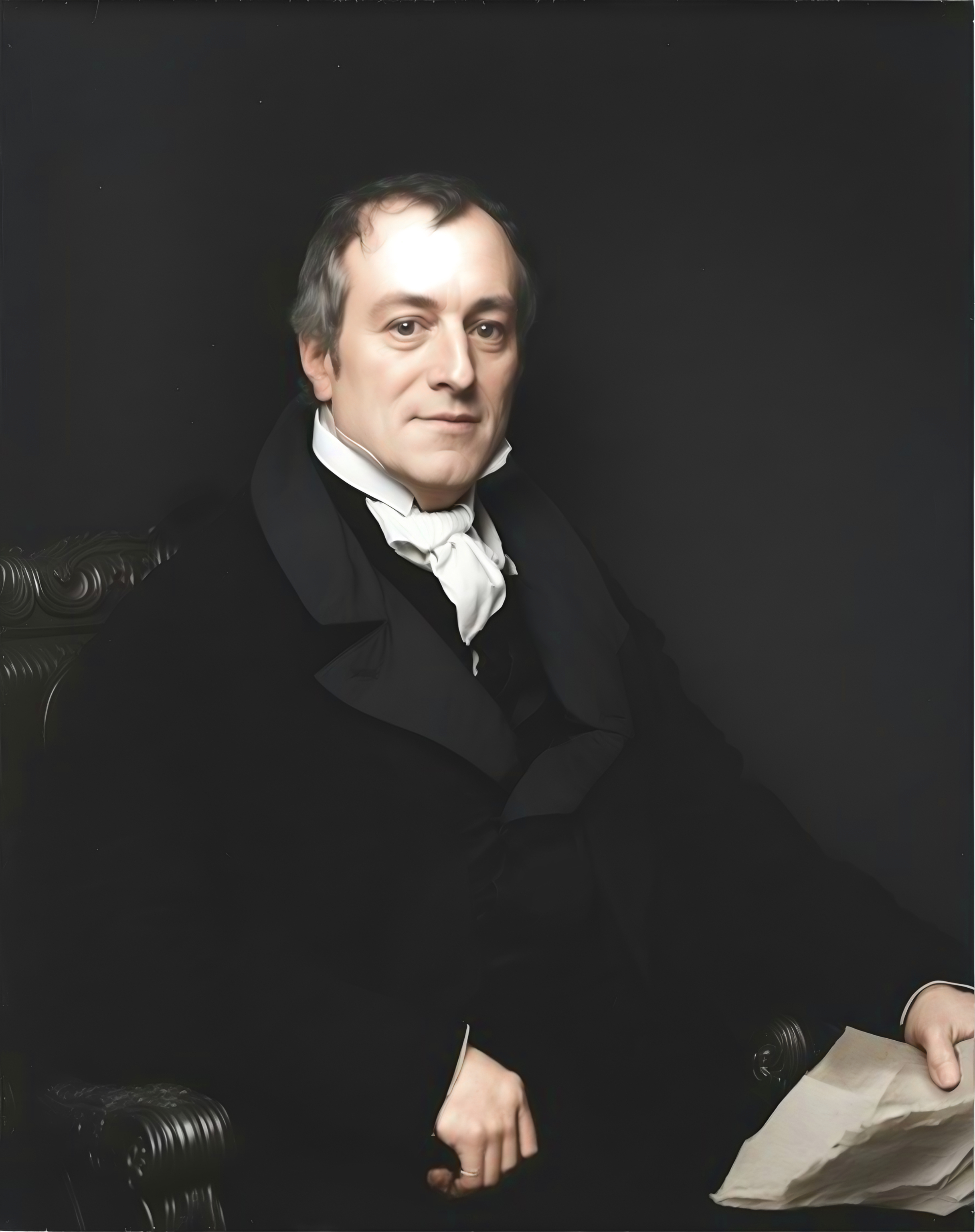
David Ricardo "sólo menciona la diferencia entre capital fijo y circulante para exponer las excepciones a la regla del valor, a saber: aquellos casos en que la tasa del salario afecta los precios".

David Ricardo "sólo menciona la diferencia entre capital fijo y circulante para exponer las excepciones a la regla del valor, a saber: aquellos casos en que la tasa del salario afecta los precios". Marx tratará la relación entre valor y precio en el tercer tomo de El capital. Para Marx, Ricardo acierta al considerar "capital fijo = medios de trabajo" pero erra en "capital circulante = capital desembolsado en trabajo", basado en Adam Smith.
"Por un lado, aquí se mezcla el capital circulante con el capital variable, es decir, con la parte del capital productivo desembolsada en trabajo. Pero por otro lado, como la antítesis no se extrae del proceso de valorización capital constante y variable sino del proceso de circulación (la vieja confusión de Smith), se obtienen como resultado determinaciones doblemente equivocadas".
En la "composición orgánica del capital" (libro I, cap. XXIII) es indiferente que la cantidad de valor de capital constante "consista en muchos medios de trabajo y poco material de trabajo" o viceversa; y en el proceso de circulación, es indiferente las proporciones de capital circulante en material de trabajo y salario. Por eso, en Ricardo, la parte de valor del capital constante "desaparece por completo" en la circulación, ya que sino desaparecería "la equiparación de la antítesis: capital fijo y circulante con la antítesis: capital constante y variable, equiparación tomada de Adam Smith y mantenida tácitamente".

Al equiparar el capital variable con el capital circulante oscurece el proceso de valorización y plusvalor. Este un error "conduce a la noción fisiocrática de que el valor de la subsistencia del trabajador se transfiere al producto de la misma manera que el valor del capital constante".
"La verdadera materia del capital desembolsado en salario es el trabajo mismo, la fuerza de trabajo en actividad y que crea valor, el trabajo vivo, que el capitalista intercambia por trabajo inanimado, objetivado, y que él ha incorporado a su capital, en virtud de lo cual el valor que se encuentra en sus manos se transforma por primera vez en un valor que se valoriza a sí mismo. Pero el capitalista no vende esta fuerza de autovalorización. Ella sólo constituye siempre un componente de su capital productivo, al igual que sus medios de trabajo; nunca de su capital mercantil, como por ejemplo el producto terminado, que él vende".
Marx resume los errores de los economistas clásicos como John Stuart Mill, John Barton y George Ramsay debido "confusión suscitada por Adam":
"1) Se confunde la diferencia entre capital fijo y circulante con la diferencia entre capital productivo y capital mercantil. [...]
2) Todo capital circulante se identifica con el capital desembolsado o que se ha de desembolsar en salario. [...]
3) La diferencia entre capital variable y constante, que ya Barton, Ricardo y otros confunden con la diferencia entre capital circulante y fijo, finalmente se reduce por completo a ésta, como ocurre, por ejemplo, en la obra de Ramsay [...]

4) Para los economistas ingleses contemporáneos, especialmente los escoceses, que consideran todo desde el punto de vista indeciblemente estrecho del empleado bancario [...]" 

#### Capítulo 12: Periodo de trabajo

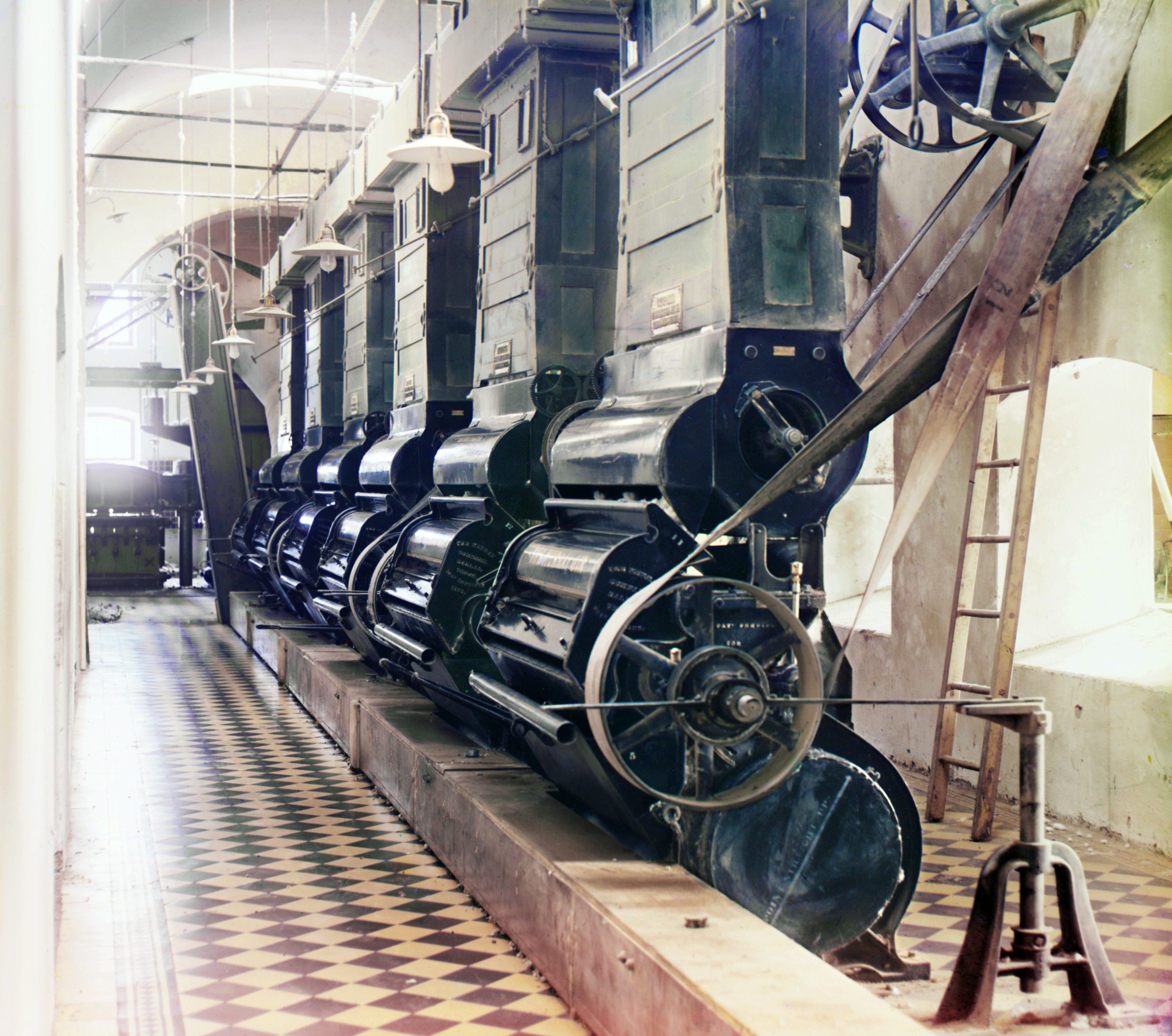
Telar de algodón en el interior de la fábrica en Tashkent (c. 1910).Locomotora construida n.º 3 construida por Dübs and Company en Glasgow, Escocia, (1882).

Marx pone el ejemplo de dos ramos industriales, uno de hilado de algodón y otro de producción de locomotoras. En ambos se la jornada laboral por es la misma pero el primero tarda en transformar capital productivo en capital mercantil es menor en la primera rama que en la segunda (ej. 1 semana para el algodón y 3 meses para la locomotora). Luego "la diferencia en la duración del acto de producción debe provocar evidentemente una diferencia en la velocidad de la rotación, es decir, en los lapsos por los cuales se adelanta un capital dado" (ej. en el caso del algodón se lo adelanta por una semana y en la locomotora por doce), y esto es indiferente con el capital fijo y circulante. El producto del industrial hilandero "puede venderse y con el importe [...] se puede continuar la producción en la misma escala" pero el fabricante de máquinas "sólo al cabo de tres meses, una vez que ha terminado su producto, puede reconvertir en dinero el capital circulante gastado en la primera semana; sólo entonces puede operar de nuevo con ese capital".

Por consiguiente, "difieren tanto los lapsos en que se renuevan determinadas porciones del capital, o la duración del período por el cual se lo adelanta, como la masa de capital (aunque el capital empleado diaria o semanalmente sea el mismo) que hay que adelantar según la duración del proceso laboral". 
"Cuando hablamos de jornada laboral, nos referimos a la extensión del tiempo de trabajo durante la cual el obrero debe gastar diariamente su fuerza de trabajo, durante la cual debe trabajar diariamente. En cambio, cuando hablamos de período de trabajo, esto significa el número de jornadas laborales conexas requerido en un ramo determinado de los negocios para suministrar un producto terminado. El producto de cada jornada laboral es aquí sólo un producto parcial que se sigue ejecutando día a día, y que sólo recibe su figura terminada, sólo es un valor terminado de uso al final de un período más o menos prolongado de tiempo de trabajo".
Se diferencia en el periodo de trabajo que el capital fijo se adelanta "por un lapso más prolongado y no es necesario renovarlo antes de que transcurra ese lapso" mientras que el circulante se va depositando “en dosis” o "por capas", ya sea en salarios o materias primas, "a un producto sin terminar [...] que todavía no es capaz de circular". Según la duración del período de trabajo se requiere "un desembolso suplementario constante" del capital circulante, parte constitutiva del producto que se está fabricando pero "cuyas partes se encuentra en una forma apta para la circulación". Por ende, "la masa del capital adicional adelantado sucesivamente crece al prolongarse el período de trabajo".
El período de trabajo, el "espacio de tiempo que transcurre hasta la terminación de la mercancía apta para circular", puede reducirse por aumentar de la productividad del trabajo mediante "un desembolso aumentado de capital fijo", lo cual abrevia el período el tiempo para adelantar capital circulante.

#### Capítulo 13: Tiempo de producción
"En todos estos casos el tiempo de producción del capital adelantado consiste pues en dos períodos: un período en que el capital se encuentra en el proceso laboral; un segundo período en que su forma de existencia la de producto sin terminar está abandonada a la acción de procesos naturales y no se encuentra en el proceso laboral."

#### Capítulo 14: Tiempo de circulación
"Una de las etapas del tiempo de circulación y en términos relativos la más decisiva se compone del tiempo de venta, del período en que el capital se encuentra en el estado de capital mercantil."
"Pasemos ahora al segundo período del tiempo de circulación: el tiempo de compra o la etapa durante la cual el capital se reconvierte, pasando de forma dineraria a elementos del capital productivo".

#### Capítulo 15: El tiempo de rotación sobre la magnitud del adelanto del capital
"Los economistas, en los que no se encuentra absolutamente ninguna explicación clara acerca del mecanismo de la rotación, siempre pierden de vista el factor principal: que, en rigor, en el proceso de producción sólo puede funcionar una parte del capital industrial, si se quiere que la producción se desenvuelva sin interrupciones. Mientras que la otra parte se halla en el período de producción, una fracción del capital industrial debe encontrarse siempre en el período de circulación."

#### Capítulo 16: La rotación del capital variable
"Es sólo el capital empleado efectivamente en el proceso laboral el que genera plusvalor y para el cual rigen todas las leyes referentes al plusvalor, o sea, también la le según la cual, estando dada la tasa del plusvalor, la masa de éste se determina por la magnitud relativa del capital variable."

#### Capítulo 17: La circulación del plusvalor

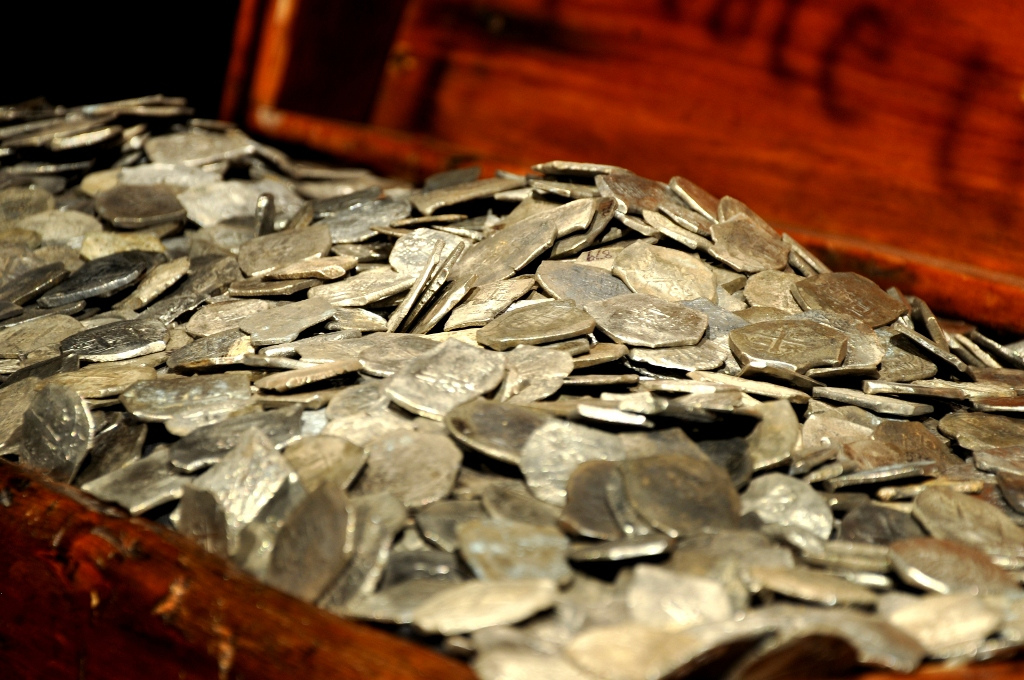
El suministro de metales preciosos de América durante fue un factor esencial en la historia del desarrollo de la producción capitalista.

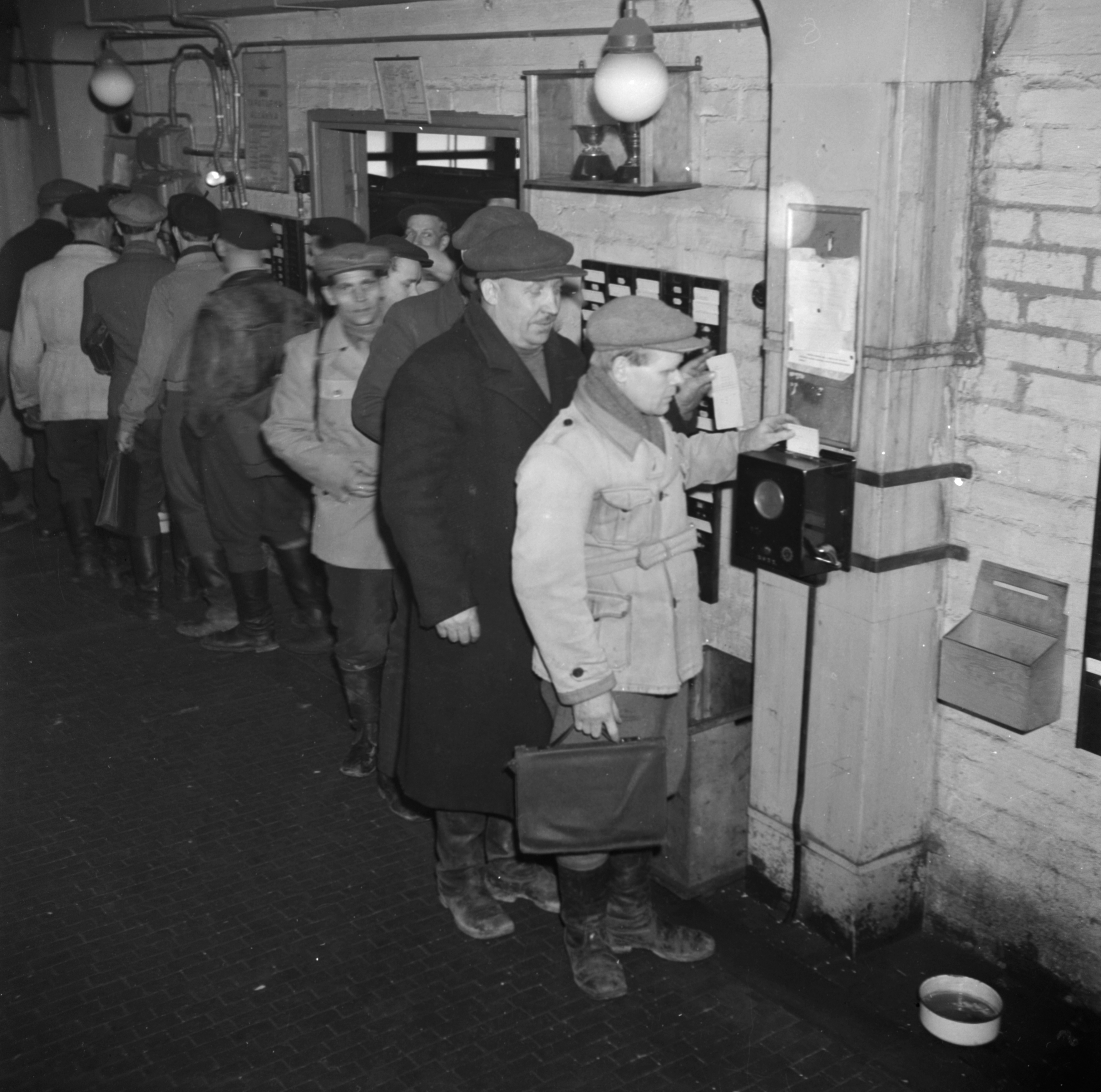

"En realidad, por paradójico que parezca a primera vista, la propia clase de los capitalistas lanza a la circulación el dinero que sirve para realizar el plusvalor encerrado en las mercancías. Pero, notabene [adviértase]: lo vuelca en aquélla no como dinero adelantado, no como capital. Lo gasta como medio de compra para su consumo individual. No es adelantado por esa clase, pues, aunque ella sea el punto de partida de su circulación."
"El modo capitalista de producción así como su base es el trabajo asalariado, también lo es el pago del obrero en dinero y en general la transformación de las prestaciones in natura en prestaciones dinerarias sólo puede desarrollarse en escala relativamente importante y alcanzar un desenvolvimiento más pleno y profundo si en el país existe una masa dineraria suficiente para la circulación y para el atesoramiento (fondo de reserva, etc.) condicionado por ésta. Es éste el supuesto histórico [...] Pero en la medida en que se trata del necesario suministro ulterior de material dinerario sobre la base del modo capitalista de producción, veremos que por una parte se lanza plusvalor a la circulación en el producto, sin el dinero necesario para su realización, y por otra parte plusvalor en oro sin una transformación previa de producto en dinero.

Las mercancías suplementarias que tienen que transformarse en dinero, encuentran preexistente la suma necesaria de dinero debido a que, por la otra parte, no el intercambio, sino la producción misma vuelca en la circulación oro suplementario (y plata) que debe transformarse en mercancías."

### Sección 3:La reproducción y circulación del capital social global

#### Capítulo 18: Introducción
En este capítulo Marx recuerda "el proceso directo de producción del capital [...] cuyo resultado es el producto mercantil y cuyo motivo determinante es la producción de plusvalor" forma parte del mismo "proceso de reproducción del capital", el cual "es la condición de las transformaciones que el capital experimenta [...] como capital dinerario y capital mercantil". Se aclara que "la sección primera como en la segunda se trata siempre, únicamente, de un capital individual, del movimiento descrito por una parte autonomizada del capital social", pero:
"Cada capital singular, sin embargo, no constituye más que una fracción autonomizada dotada de vida individual, por decirlo así del capital social global, así como cada capitalista singular no es más que un elemento individual de la clase capitalista. El movimiento del capital social se compone de la totalidad de los movimientos descritos por sus fracciones autonomizadas, de las rotaciones de los capitales individuales. Así como la metamorfosis de la mercancía singular es un eslabón en la serie de metamorfosis experimentada por el mundo de las mercancías la circulación de las mercancías , la metamorfosis del capital individual, su rotación, es un eslabón en el ciclo del capital social."
Marx adelanta dos de sus aspectos del capital dinerario (analizados al final de la sección tercera) "cuando examinamos la rotación del capital individual":
"Primero: constituye la forma bajo la cual todo capital individual hace su aparición en escena o inaugura su proceso como capital. Aparece, por consiguiente, como primus motor [primer motor] que da el impulso inicial a todo el proceso.

Segundo: conforme a la diversa extensión del período de rotación y a la proporción diversa entre sus partes constitutivas período de trabajo y período de circulación, el componente del valor adelantado de capital al que constantemente se debe adelantar y reponer bajo la forma dineraria, varía en proporción al capital productivo que pone en movimiento, es decir, en proporción a la escala continua de la producción. [...] Se trata aquí, solamente, de la rotación normal, de una media abstracta. Se prescinde, en esto, del capital dinerario adicional destinado a compensar las interrupciones de la circulación."
"Se advierte que en la medida en que la necesidad de capital dinerario surge de la duración del período laboral, esto se halla condicionado por dos circunstancias. 
Primera, que el dinero es, en definitiva, la forma bajo la cual todo capital individual (prescindiendo del crédito) ha de hacer su aparición para transformarse en capital productivo, circunstancia que resulta de la esencia de la producción capitalista, y en general de la esencia de la producción mercantil. 
Segunda: la magnitud del adelanto necesario en dinero dimana de la circunstancia de que durante un lapso relativamente prolongado se sustraen constantemente fuerza de trabajo y medios de producción a la sociedad sin que, durante ese período, se le devuelva un producto reconvertible en dinero."

#### Capítulo 19: Exposiciones anteriores acerca del mismo objeto
"[E]l primer error de Adam Smith consiste en que equipara el valor del producto del año al producto de valor anual. [...] Gracias a esta confusión Adam Smith escamotea la parte constante de valor del producto anual."

#### Capítulo 20: Reproducción simple
{\displaystyle M'={\begin{cases}D-M...P...M'\\d-m\end{cases}}}
"Bajo el supuesto de la reproducción simple, pues, el valor global de los medios de consumo producidos anualmente es igual al producto anual de valor, esto es, equivale a todo el valor producido durante el año por el trabajo social, y así tiene que ser, ya que en la reproducción simple ese valor se consume en su totalidad".
"La producción capitalista no puede existir, en modo alguno, sin comercio exterior".

#### Capítulo 21: Acumulación y reproducción ampliada
"[L]a reproducción en escala ampliada [...] no tiene nada que ver con la magnitud absoluta del producto; que, para una masa mercantil dada, sólo presupone un ordenamiento diferente o una determinación funcional distinta de los diversos elementos del producto dado, o sea que en lo que toca al volumen de valor no es, en principio, más que reproducción simple. No es la cantidad sino la determinación cualitativa de los elementos dados de la reproducción simple lo que se modifica, y esta modificación es el supuesto material de la reproducción en escala ampliada".
"Lo que el capitalista entiende por consumo racional se advierte a las claras allí donde es tan condescendiente que practica directamente el comercio de los artículos que consumen sus obreros: en el truck system, uno de cuyos ramos, entre muchos, es el de proporcionar vivienda a los trabajadores, de tal modo que el capitalista de éstos es al mismo tiempo el propietario de las casas que alquilan."
"Reducción del salario y prolongación de la jornada laboral: ése es el meollo del método racional y saludable que elevará al obrero a la dignidad de consumidor racional, para que así configure un mercado capaz de absorber la multitud de objetos que la cultura y el progreso que se registra en las invenciones le han puesto al alcance de la mano."

## Lectura adicional
- Bottomore, Tom, ed. (1998). A Dictionary of Marxist Thought. Oxford: Blackwell.
- Fine, Ben (2010). Marx's Capital. 5th ed. London: Pluto.
- Guerrero, Diego (2015). Un resumen completo de "El capital" de Marx (3ª edición). Maia. ISBN 978-84-936641-6-9. OCLC 434354233.
- Harvey, David (2010). A Companion to Marx's Capital. London: Verso.
- Harvey, David (2006). The Limits of Capital. London: Verso.
- Heinrich, Michael (2012). An Introduction to the Three Volumes of Marx's Capital. New York: Monthly Review Press.
- Mandel, Ernest (1970). Marxist Economic Theory. New York: Monthly Review Press.
- Postone, Moishe (1993). Time, Labor, and Social Domination: A Reinterpretation of Marx's Critical Theory. Cambridge: Cambridge University Press.
- Rodríguez de Yurre, Gregorio (1976). El MARXISMO. Tomo II. España, Madrid: BAC.
- Shipside, Steve (2009). Karl Marx's Das Kapital: A Modern-day Interpretation of a True Classic. Oxford: Infinite Ideas. ISBN 978-1-906821-04-3
- Wheen, Francis (2006). Marx's Das Kapital--A Biography. New York: Atlantic Monthly Press. ISBN 0-8021-4394-6. ISBN 978-0-8021-4394-5.